# 50/50 (film)
50/50 is een Amerikaanse tragikomische film uit 2011 onder regie van Jonathan Levine. De productie werd genomineerd voor de Golden Globe in de categorie 'komedie of musical' en voor die voor beste hoofdrolspeler in deze categorie (Joseph Gordon-Levitt). Schrijver Will Reiser won voor zijn werk onder de Independent Spirit Award voor beste eerste scenario en de National Board of Review Award voor beste oorspronkelijke scenario.

## Verhaal
Wanneer bij de jonge Adam Lerner een tumor wordt ontdekt, leidt dit tot verwijdering tussen hem en zijn vriendin Rachael. Adam krijgt steun van zijn vriend en collega Kyle Hirons en bouwt een band op met zijn oudere medepatiënten Alan en Mitch. Daarnaast bezoekt hij een beginnende psychologe, voor wie hij gevoelens krijgt.

## Rolverdeling
| Acteur               | Personage               | Opmerkingen                |
| -------------------- | ----------------------- | -------------------------- |
| Joseph Gordon-Levitt | Adam Lerner             |                            |
| Seth Rogen           | Kyle Hirons             | vriend en collega van Adam |
| Bryce Dallas Howard  | Rachael                 |                            |
| Anna Kendrick        | Katherine "Katie" McKay | psychologe                 |
| Anjelica Huston      | Diane Lerner            | Adams moeder               |
| Serge Houde          | Richard Lerner          | Adams vader                |
| Marie Avgeropoulos   | Allison                 | ex van Adam                |
| Philip Baker Hall    | Alan Lombardo           | kankerpatiënt              |
| Matt Frewer          | Mitch Barnett           | kankerpatiënt              |

## Productie
De film is enigszins gebaseerd op het leven van scenarist Reiser zelf, tevens een vriend van hoofdrolspeler Seth Rogen.